# Július Alberty
Július Alberty (Felsőpokorágy, 1925. augusztus 19. – Besztercebánya, 2019. augusztus 11.) szlovák történész, egyetemi oktató.

## Élete
1935-1938 között a rimaszombati gimnáziumban, majd 1938-1943 között a tiszolci gimnáziumban tanult. 1943-1948 között végezte el a Comenius Egyetemet. Középiskolai tanár volt Losoncon, Breznóbányán és Besztercebányán. 1954-1955-ben megyei iskolai ellenőr Besztercebányán. 1955-től a besztercebányai Pedagógiai Főiskola tanára és dékánja, 1959-től a Pedagógiai Intézet igazgatóhelyettese, majd igazgatója, 1964-től oktató és dékán 1973-ig. 1974-1985 között a besztercebányai megyei galéria munkatársa. 1985-től nyugdíjas, 1990-től ismét oktatott.

## Elismerései
- Ostravai Egyetem díszdoktorátusa
- Irodalmi fond díja
- Besztercebánya polgármesterének díja

## Művei
- 1956 Úvod do vyučovania dejepisu. Bratislava
- 1970 Cesty za poznaním minulosti (tsz. J. Gindl - M. Kočišová)
- Metodika dějepisu jako učebního předmětu
- 1989 Novohrad - Dejiny. (társszerző)
- 1992 Didaktika dejepisu. Banská Bystrica. ISBN 80-85162-38-5
- 1998 Riečka - od prameňov k dnešku. Banská Bystrica. ISBN 80-967757-1-5
- 1999 Očová - história a súčasnosť. Žilina. ISBN 80-8064-026-2
- 2001 Banská Bystrica v znamení kalicha - história Zboru ev. a. v. cirkvi a evanjelického školstva v Banskej Bystrici do roku 1918. Banská Bystrica. ISBN 80-88945-43-7 (tsz. Pavol Martuliak)
- 2002 Králiky. Králiky
- 2002 Valaská. Banská Bystrica. ISBN 80-968547-9-8
- 2002 Evanjelici v dejinách slovenskej kultúry III. Liptovský Mikuláš. ISBN 80-7140-175-7 (tsz. Pavel Uhorskai)
- 2008 Podbrezová. Slovenská Ľupča
- 2008 Gemer - Malohont a Rimavská Sobota 1848 - 1918. Banská Bystrica. ISBN 978-80-8083-652-8
- 2009 Historik v prúde času - spomienky Júliusa Albertyho. Banská Bystrica. ISBN 978-80-8083-853-9
- 2014 Pozdravujem Ťa, Vyšná Pokoradz. Banská Bystrica. ISBN 978-80-971845-9-9

## Magyarul
- Fejezetek a rimaszombati járás történetéből és természeti kincseiről; szerk. Július Alberty, Július Bolfik; Epocha, Bratislava, 1967 (A rimaszombati járás honismereti szemléje)